# Anne Morrow Lindbergh
Pour les articles homonymes, voir Lindbergh (homonymie).
Anne Morrow Lindbergh, née Anne Spencer Morrow le 22 juin 1906 à Englewood (New Jersey) et morte le 7 février 2001 à Barnet (Vermont), est une aviatrice et femme de lettres américaine, épouse de Charles Lindbergh.

## Biographie

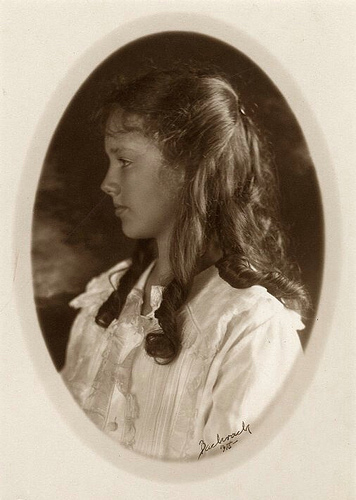
Anne Morrow Lindbergh en 1918.

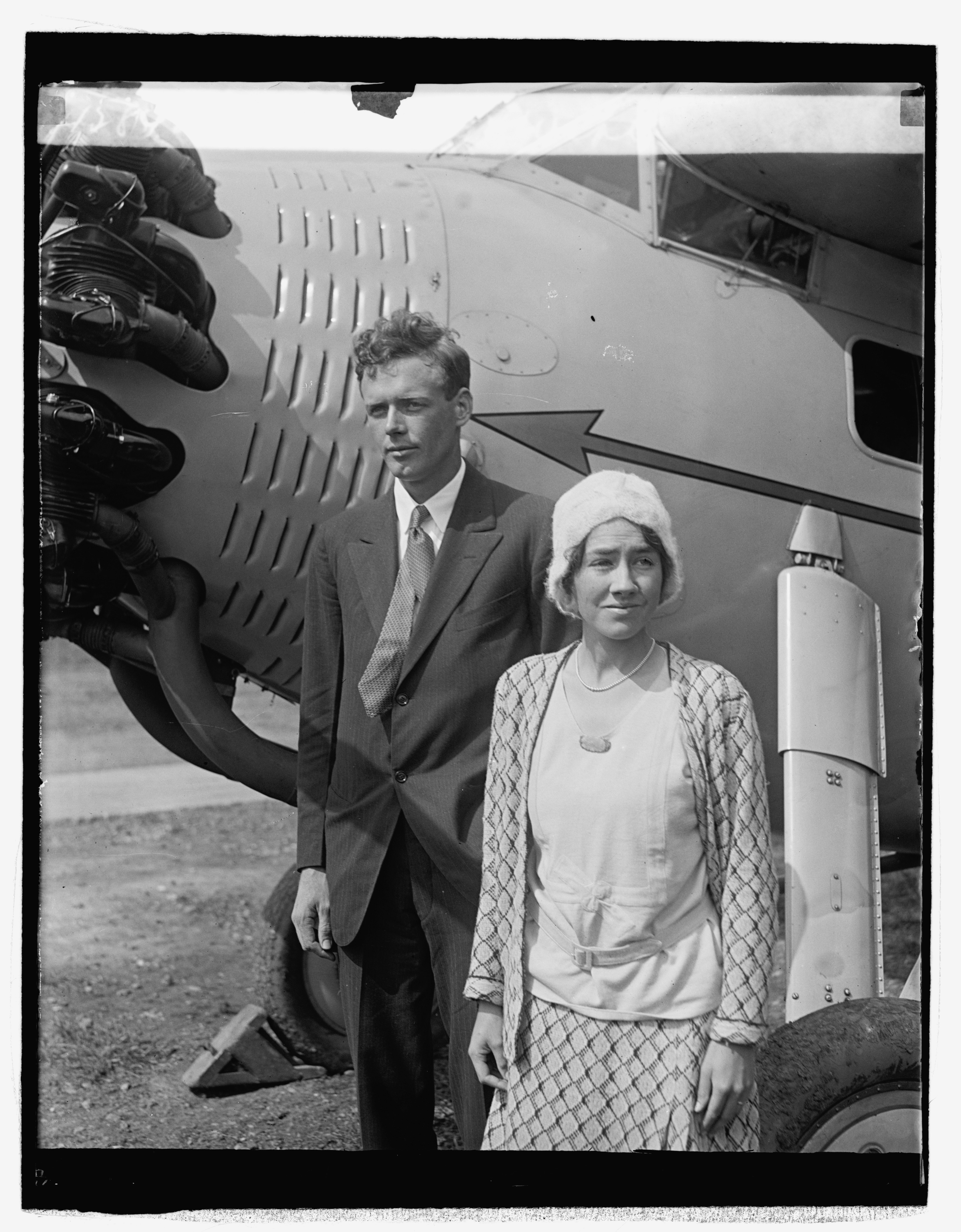
Charles et Anne Lindbergh en 1929.

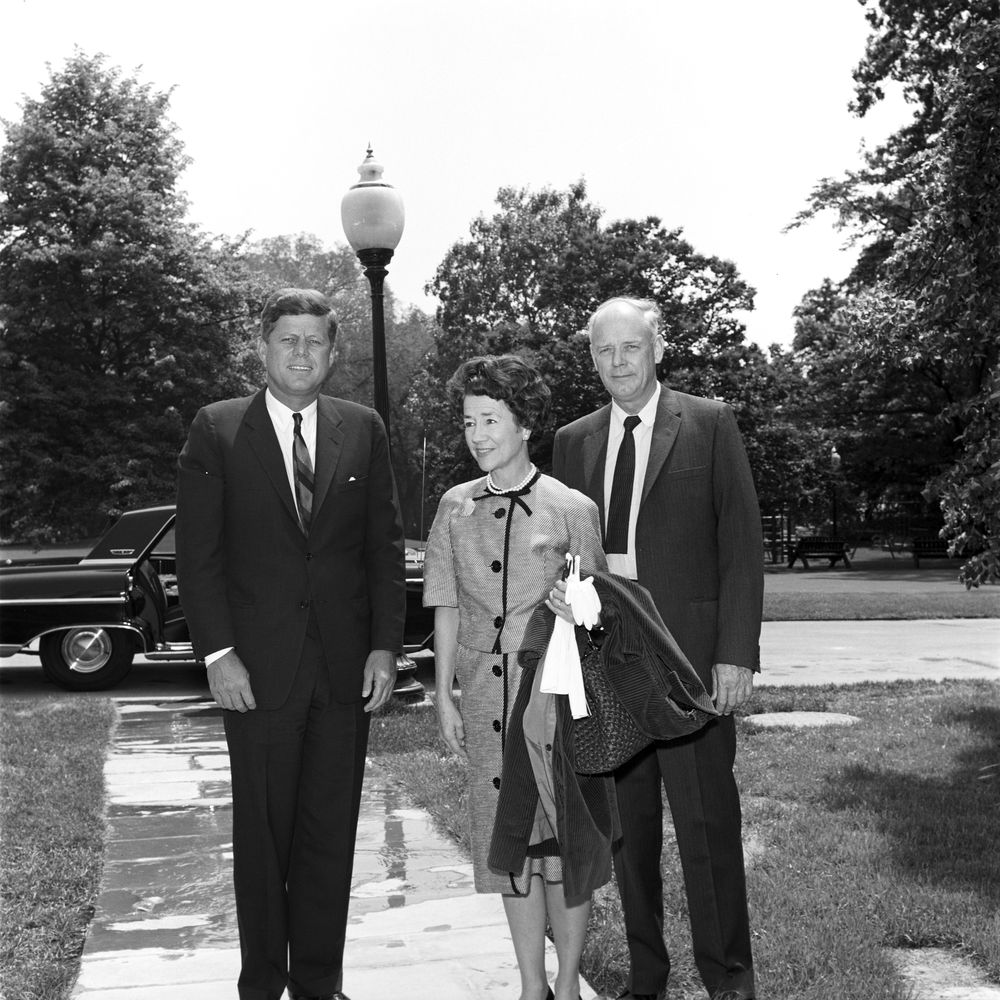
Le couple Lindbergh et le président John F. Kennedy en 1962.

Fille cadette du diplomate et sénateur Dwight Morrow (en) et de la femme de lettres et éducatrice Elizabeth Cutter Morrow (en), elle étudie au Smith College, dont sa mère a été brièvement chancelière ; elle y décroche une licence de lettres en 1928.
En 1927, elle rencontre Charles Lindbergh à Mexico (où son père était ambassadeur) au cours de la tournée triomphale que fait l'aviateur avec le Spirit of St. Louis, après sa traversée de l'Atlantique. Ils se marient le 27 mai 1929.

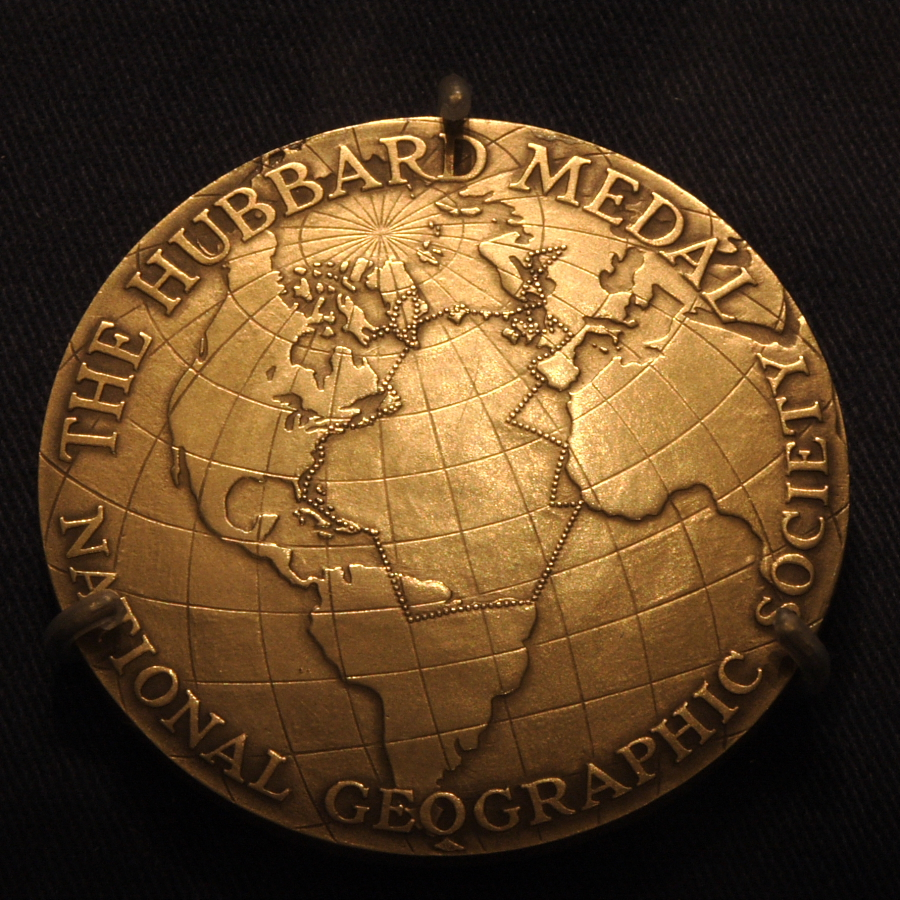
Médaille remise par la National Geographic Society à Anne Morrow Lindbergh en 1934.

Elle apprend le pilotage et la navigation aérienne avec son mari et participe avec lui à plusieurs raids, devenant ainsi une pionnière américaine de l'aviation. Elle a été la première Américaine à obtenir sa licence de pilote de planeur, en 1930. Ensemble, ils battent ainsi le record de vitesse de la traversée des États-Unis. Ils sont baptisés par la presse « Le couple du ciel ».
Lorsqu'ils quittent les États-Unis, en 1935, à l'issue du procès du meurtrier de leur fils, pour s'installer en Angleterre, elle se remet à écrire (elle écrivait des poèmes quand elle a rencontré Lindbergh). Elle raconte leurs vols dans deux récits, « Le monde vu de haut » et « Le vent se lève » (préfacé par Antoine de Saint-Exupéry). Son premier livre, publié en avril 1935, North to the Orient, qui raconte ses équipées aériennes avec son mari, est un best-seller et reçoit le National Booksellers Award.
En 1936, le couple assiste aux Jeux olympiques de Berlin. Alors que son mari note qu'Adolf Hitler est « un grand homme », son épouse critique « cette idée strictement puritaine qui a cours chez nous, selon laquelle les dictatures seraient forcément condamnables, mauvaises, instables, et qu'il ne peut en sortir aucun bien – idée à laquelle s'ajoute notre vision caricaturale de Hitler comme d'un clown, et aussi, naturellement, une très forte propagande hostile dans la presse juive ».
Elle publie Listen! The Wind en octobre 1938, qui devient également un succès, malgré le refus de certains libraires juifs de le diffuser, après que Charles Lindbergh eut reçu une décoration nazie. Les années suivantes, l'aviateur multiplie les déclarations isolationnistes, refusant de condamner Hitler et accusant les Juifs d'être des fauteurs de guerre. Anne Morrow Lindbergh publie en 1940 Wave of the Future, encore un succès : elle y défend des idées anti-interventionnistes, si bien que le secrétaire à l'Intérieur de Franklin Delano Roosevelt, Harold Ickes, qualifie l'ouvrage de « bible du nazi américain ». L'année suivante, elle assiste à la tribune au grand meeting que son mari organise au Madison Square Garden devant 25 000 personnes, qui le pressent de se lancer dans la course présidentielle.
En définitive, Charles Lindbergh ne brigue aucun poste, et l'intervention des États-Unis pendant la Seconde Guerre mondiale le marginalise. Il obtient un emploi chez Ford près de Detroit, où la famille s'installe. En août 1943, Anne Morrow Lindbergh publie The Steep Ascent, un roman sur l'aviation, son premier échec commercial, notamment du aux positions politiques du couple. L'aviateur participe finalement à l'effort de guerre et part en mission en Asie, où il abat un avion japonais. Il obtient un nouvel emploi et la famille déménage alors à Westport (Connecticut).
Ils auront ensemble six enfants, dont l'aîné, Charles Junior, sera enlevé le 1er mars 1932 et retrouvé mort le 12 mai malgré le paiement d'une rançon (l'enfant aurait été tué accidentellement lors de l'enlèvement, lorsque son ravisseur le laissa tomber de l'échelle qu'il avait utilisée pour atteindre le premier étage de la maison).

## Œuvres
- North to the Orient (1935)
- Listen! The Wind (1938)
- The Wave of the Future (1940)
- The Steep Ascent (1944)
- Solitude face à la mer (A Gift from the Sea), 1955
- The Unicorn and other Poems (1956)
- Dearly Beloved (1962)
- Earth (1972)
- Bring Me a Unicorn
- Hour of Gold, Hour of Lead (1973)
- Locked Rooms and Open Doors (1974)
- The Flower and the Nettle (1976)
- War Within and Without (1980)

## Hommages
- Elle est inscrite au National Women's Hall of Fame.

## Dans la littérature
- Dans le roman uchronique Le Complot contre l'Amérique de Philip Roth (2004), elle est la Première dame des États-Unis[5]. Dans l'adaptation en mini-série The Plot Against America (2020), son rôle est joué par Caroline Kaplan.
- La femme de l'aviateur de Mélanie Benjamin, publié en 2019.